# Leyes de Lanchester

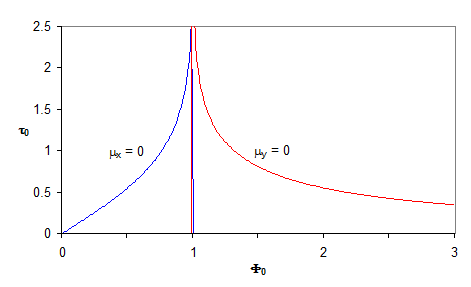
Foto por Kent Derek

Las leyes de Lanchester (en honor de Frederick Lanchester), a veces llamadas leyes de Osipov-Lanchester, son ecuaciones diferenciales que permiten modelar choques entre fuerzas armadas y obtener predicciones de bajas y poder de fuego en función del tiempo.
Existen dos versiones de dichas leyes:
- Una primera ley de Lanchester, que es matemáticamente lineal y modela enfrentamientos entre fuerzas militares clásicas.
- Una segunda ley de Lanchester, que es cuadrática y modela más apropiadamente enfrentamientos entre fuerzas equipadas con armas de largo alcance como las armas de fuego típicas de la guerra moderna.

Sin embargo, dado el carácter matemáticamente trivial de la primera ley, a menudo se menciona únicamente la segunda ley como ley de Lanchester.
Estas leyes se usan en ciencia militar para el análisis de conflictos, así como en simulaciones matemáticas (incluyendo el modelado en videojuegos). El modelo se ha extendido más allá de su uso militar inicial para otras simulaciones de sistemas matemáticamente equivalentes.

## Historia
La forma más antigua conocida de dichas leyes es un caso discreto publicado por el almirante Bradley A. Fiske en 1905.
Las ecuaciones diferenciales que se conocen hoy en día como leyes de Lanchester fueron desarrolladas de forma independiente en 1915 y 1916, en mitad de la Primera Guerra Mundial, por M. Osipov y por el ingeniero y polímata británico Frederick Lanchester.
La ampliación de las ecuaciones de Lanchester en las décadas de 1920-1930 para modelar casos biológicos dieron lugar a las ecuaciones de Lotka-Volterra. En las décadas siguientes las leyes de Lanchester fueron usadas para diversos análisis militares por parte de los países occidentales durante la Guerra Fría.

## Descripción

### Primera ley de Lanchester
La a veces llamada primera ley de Lanchester (por sistematizar el modelo cuadrático planteado posteriormente) es una propuesta de modelado de un enfrentamiento de fuerzas militares clásicas. Al considerar un enfrentamiento cuerpo a cuerpo (con el esquema tradicionalmente atribuido al combate hoplita), se puede plantear un modelo con un ancho de combate fijo. En este modelo, un soldado del bando A se enfrenta a la vez a un único soldado del bando B y, a iguales potencias combativas, sería esperable que al acabar el combate el bando más numeroso tuviera una cantidad de supervivientes igual a su diferencia numérica. 
Este modelo no considera la posibilidad de combate a distancia, que típicamente se consideraba relevante solo tras la introducción de armas de fuego. Por ello, no se considera la fase de escaramuzas de fuerzas ligeras a menudo descrita en fuentes antiguas.

### Segunda ley de Lanchester
En su forma más básica, la ley de Lanchester considera el enfrentamiento entre una fuerza X y otra Y
{\displaystyle {\frac {\mathrm {d} X}{\mathrm {d} t}}=-\beta Y}
{\displaystyle {\frac {\mathrm {d} Y}{\mathrm {d} t}}=-\alpha X}
donde:
- {\displaystyle X} es el número de efectivos del primer bando
- {\displaystyle Y} es el número de efectivos del segundo bando
- {\displaystyle \alpha } es la capacidad ofensiva por soldado del primer bando y por lo tanto, {\displaystyle \alpha X} es la potencia ofensiva total de las fuerzas de dicho bando
- {\displaystyle \beta } es la capacidad ofensiva por soldado del primer bando y por lo tanto, {\displaystyle \beta Y} es la potencia ofensiva total de las fuerzas de dicho bando

El modelo considera que las bajas sufridas en uno de los bandos son proporcionales a la potencia de fuego total del otro bando, que a su vez es proporcional al número de efectivos del mismo. Así, la ventaja numérica en un ejército moderno es cuadrática en vez de lineal, pues un mayor número se traduce no solo en una mayor potencia de fuego inicial sino en una disminución más rápida de los efectivos del otro bando que acentúa la ventaja a lo largo del conflicto.
El modelo de Lanchester considera la posibilidad de que haya una potencia de fuego por soldado diferente en cada bando (abstrayendo los impactos de diferentes doctrinas, armamentos, entrenamiento...). Dado el carácter cuadrático con respecto al número de efectivos de la segunda ley de Lanchester, este impacto de la potencia de fuego es menor. Así, cuadriplicar la potencia de fuego por soldado tiene un impacto en la fuerza operativa de ese bando de igual a duplicar el número de soldados.
El modelo no considera efectos de órdenes más elevados. Así, una disminución de la efectividad de una unidad al disminuir su número requeriría {\displaystyle \alpha (X)} o {\displaystyle \beta (X)} por lo que el modelo no captura la pérdida de cohesión ni la disminución en la capacidad operativa de una unidad al sufrir atrición y bajas propias. El modelo tampoco considera saturación de la potencia de fuego de cualquier bando (el número de soldados de un bando es tan elevado que no todos puede atacar al enemigo a la vez).

### Ampliaciones
Las ecuaciones planteadas por Lanchester se modifican en varias adaptaciones para considerar otras fuentes de bajas, la recuperación de efectivos (llegada de refuerzos, recuperación de bajas propias...) y otros impactos. Así la evolución en el tiempo de estas variables ampliadas se describe en las ecuaciones:

donde: 
- TPO es la tasa de pérdida operativa (deserciones, desgaste de maquinaria...)
- TPC es la tasa de pérdida por combate contra el enemigo
- TR es la tasa de refuerzos.

Es evidente que la tasa de pérdida operativa será función de la cantidad de tropas propias, mientras que la de pérdidas por combate dependerán de la del enemigo, la llegada de refuerzos en cambio es una función del tiempo.